# 劉孝勝
劉孝勝（りゅう こうしょう、生没年不詳）は、南朝梁の官僚。本貫は彭城郡彭城県安上里。

## 経歴
斉の大司馬霸府従事中郎の劉絵の五男として生まれた。邵陵王蕭綸の下で法曹をつとめ、湘東王蕭繹の下に転じて安西主簿や記室となり、入朝して尚書左丞となった。信義郡太守として出向したが、公務上の事件のために免官された。長らくを経て、尚書右丞として復帰し、散騎常侍を兼ねた。大同8年（542年）、東魏への使者に立った。帰国すると、武陵王蕭紀の下で安西長史・蜀郡太守となった。
太清6年（552年）、蕭紀が蜀で帝位を称すると、孝勝は尚書僕射となった。承聖2年（553年）、蕭紀に従って峽口に進出し、元帝（蕭繹）の軍に敗れて捕らえられた。まもなく元帝により釈放され、司徒右長史として起用された。承聖3年（554年）、西魏の侵攻を受けて江陵が陥落すると、文章の才能により蕭詧に任用された。なお、晩年については定かではない。

## 伝記資料
- 『梁書』巻41 列伝第35
- 『南史』巻39 列伝第29